# Robin Knox-Johnston
William Robert Patrick "Robin" Knox-Johnston, CBE, RD (nascido 17 de março de 1939) é um marinheiro inglês. 
Em 1968, tornou-se o primeiro homem a realizar uma circunavegação do globo em solitário e sem escala. Tinha 29 anos, uma filha pequena e acabava de se divorciar. Fez contas à comida que precisaria, às peças para o barco que teria de levar e partiu no Suhaili, o barco que juntava o nome da primeira mulher (Sue) com o nome de um estrela.
Ficou no mar 312 dias muito ocupados. Primeiro porque o equipamento de piloto automático do barco avariou e teve de assumir a navegação integral, o que o ocupava 16 horas por dia. Sem satélites, sem GPS. Durante dois meses e meio ainda teve rádio para as comunicações, mas depois também esse equipamento avariou e ficou apenas a poder ouvir, mas não a responder de volta. O que mais sentiu falta no mar? Cerveja, um bife e um banho. E quando chegou a primeira coisa que fiz era a da lista: beber uma cerveja. Quando chegou a terra, vinha três quilos e meio mais gordo – e mais calmo, disseram os amigos. Nas últimas 24 horas no mar sentiu-se simultaneamente triste e feliz.
Foi o segundo vencedor do Troféu Júlio Verne (junto com Sir Peter Blake). 
Em 2006, tornou-se o mais velho velejador a completar uma volta ao mundo em solitário, aos 67 anos, na corrida VELUX 5 Oceans Race.

## Livros
- A World of My Own. 1969, Cassell (reeditado em 2004 por Adlard Coles Nautical).
- A Voyage for Madmen by Peter Nichols, 2001. HarperCollins Publishers.
- Cape Horn, a maritime adventure 1995. Hodder & Stoughton.
- The Columbus venture. 1991, BBC Books.
- Seamanship 1987. Hodder & Stoughton.
- Force of Nature com Kate Laven, 2007. Michael Joseph, Londres.
- Face to Face: Ocean Portraits, por Huw Lewis-Jones 2010. ISBN 978-1-84486-124-8, Foreword. Conway e Polarworld.
- Running Free 2019. Simon & Schuster.